# Штеттинско-Ростокская операция
Штеттинско-Ростокская операция — одна из последних операций советских войск, часть Берлинской наступательной операции, проводившаяся 20 апреля — 5 мая 1945 года. В её ходе части 2-го Белорусского фронта разгромили немецкие войска на севере Германии и соединились с войсками британских союзников.

## Стратегическая ситуация
По окончании Восточно-Померанской операции части 2-го Белорусского фронта начали перебрасываться на запад для смены войск 1-го Белорусского фронта на рубеже Кольберг, устье Одера и далее по восточному берегу этой реки до Шведта. Основную группировку (три армии) предлагалось иметь на участке Альтдам, Шведт.
10 апреля командующий фронтом К. К. Рокоссовский провёл рекогносцировку района будущего наступления. Оказалось, что пойма между двумя рукавами Одера затоплена, образуя сплошное водное пространство шириной 5 км, которое, тем не менее, из-за мелководья непреодолимо для лодок. Было решено форсировать реку на максимально широком участке тремя армиями сразу, немедленно перебрасывая вдоль фронта туда, где будет обозначаться успех; для преодоления поймы планировалось использовать имеющиеся там остатки полуразрушенных дамб.
13-17 апреля войска 2-го Белорусского фронта сменили части 1-го Белорусского фронта и начали готовиться к наступлению. Советским войскам противостояла корпусная группа «Свинемюнде» под командованием генерала Фрейлиха, и 3-я танковая армия под командованием генерал-полковника Мантейфеля.

## Ход операции

### Форсирование Одера
Ещё ночью 16 апреля отдельные советские подразделения захватили дамбы в пойме Одера. В последующие дни туда постепенно перебрасывались войска.
Всю ночь с 19 на 20 апреля советская авиация бомбила немецкую оборону. Чтобы ввести противника в заблуждение, демонстрировалась подготовка к форсированию реки севернее Штеттина. Утром 20 апреля форсирование начали войска трёх ударных армий. 65-я армия первой захватила плацдарм на западном берегу, на котором тут же стали накапливаться перевозимые на паромах войска. С 9 часов утра резко улучшилась погода, что позволило подключиться к сражению советской авиации, отогнавшей в море обстреливавшие десантников немецкие корабли. Уже к 13 часам дня на участке 65-й армии действовало две 16-тонные паромные переправы.
Ознакомившись с обстановкой, К. К. Рокоссовский решил воспользоваться одной из переправ 65-й армии для переброски на западный берег Одера 2-й ударной армии с целью обхода Штеттина с юга и запада.
Войскам 70-й армии также удалось захватить плацдарм, однако 49-я армия успеха не добилась: разведка приняла за западное русло Одера один из многочисленных каналов, и вся артподготовка пришлась на пустое место, оставив немецкую оборону неподавленной.
21 апреля продолжались бои за расширение плацдармов. 49-й армии также удалось забросить на западный берег Одера мелкие части, но было очевидно, что особых перспектив у них нет. Было решено постараться приковать к этим участкам как можно больше немецких войск, а основной удар нанести на правом фланге с плацдарма 65-й армии. К 25 апреля части 65-й и 70-й армии продвинулись вперёд до 8 км.

### Развитие наступления
25 апреля советские войска, отбив немецкие контратаки, развернули наступление тремя корпусами 65-й армии. К вечеру вражеская оборона была прорвана на 20-километровом фронте, при этом были разгромлены не только оборонявшиеся здесь войска, но и переброшенные сюда резервы. Задачи советским армиям были поставлены следующие:
- 65-я армия с 1-м гвардейским танковым корпусом ударами в северо-западном направлении должна прижать к морю все вражеские войска, действующие к северу-востоку от линии Штеттин, Нойбранденбург, Росток.
- 2-я Ударная армия двумя корпусами наступает в общем направлении на Анклам, Штральзунд, а частью сил очищает от противника острова Узедом и Рюген.
- 70-я армия с 3-м гвардейским танковым корпусом наступала в общем направлении на Варен, Краков, Висмар.
- 49-я армия с 8-м механизированным корпусом и 3-м гвардейским кавалерийским корпусом идёт прямо на запад, к Эльбе.
- 19-я армия должна была наступать по побережью моря на Свинемюнде и далее на Грейфсвальд.

26 апреля войска 65-й армии штурмом овладели Штеттином, куда Рокоссовский тут же перенёс свой командный пункт, прорвали оборону противника на реке Рандов в устремились на северо-запад. 27 апреля наступление продолжалось. 2-я Ударная армия, очистив от неприятеля остров Гристов, своим правым флангом подошла к Свинемюнде. Главные её силы, действуя вдоль южного берега Штеттинской гавани, продвигались на Анклам, Штральзунд. По пути они уничтожали отошедшие в северном направлении части штеттинского гарнизона и подразделения 4-го полка «Померания», оборонявшегося севернее Штеттина.
3 мая 3-й гвардейский танковый корпус юго-западнее Висмара установил связь с передовыми частями 2-й британской армии.
4 мая вышли на разграничительную линию с союзниками и войска 70-й, 49-й армий, 8-го механизированного и 3-го гвардейского кавалерийского корпусов. Части 19-й армии и 2-й Ударной армии ещё сутки вели бои — очищали от противника острова Воллин, Узедом и Рюген.
Двумя дивизиями 19-й армии была осуществлена высадка на датский остров Борнхольм.

## Результаты
В результате наступления советских войск немецкая 3-я танковая армия не смогла принять участие в битве за Берлин. Выход советских войск на побережье Балтийского моря не дал немецкому командованию возможности перебросить морем для обороны Германии войска из Курляндии.